# Codex Magliabechiano

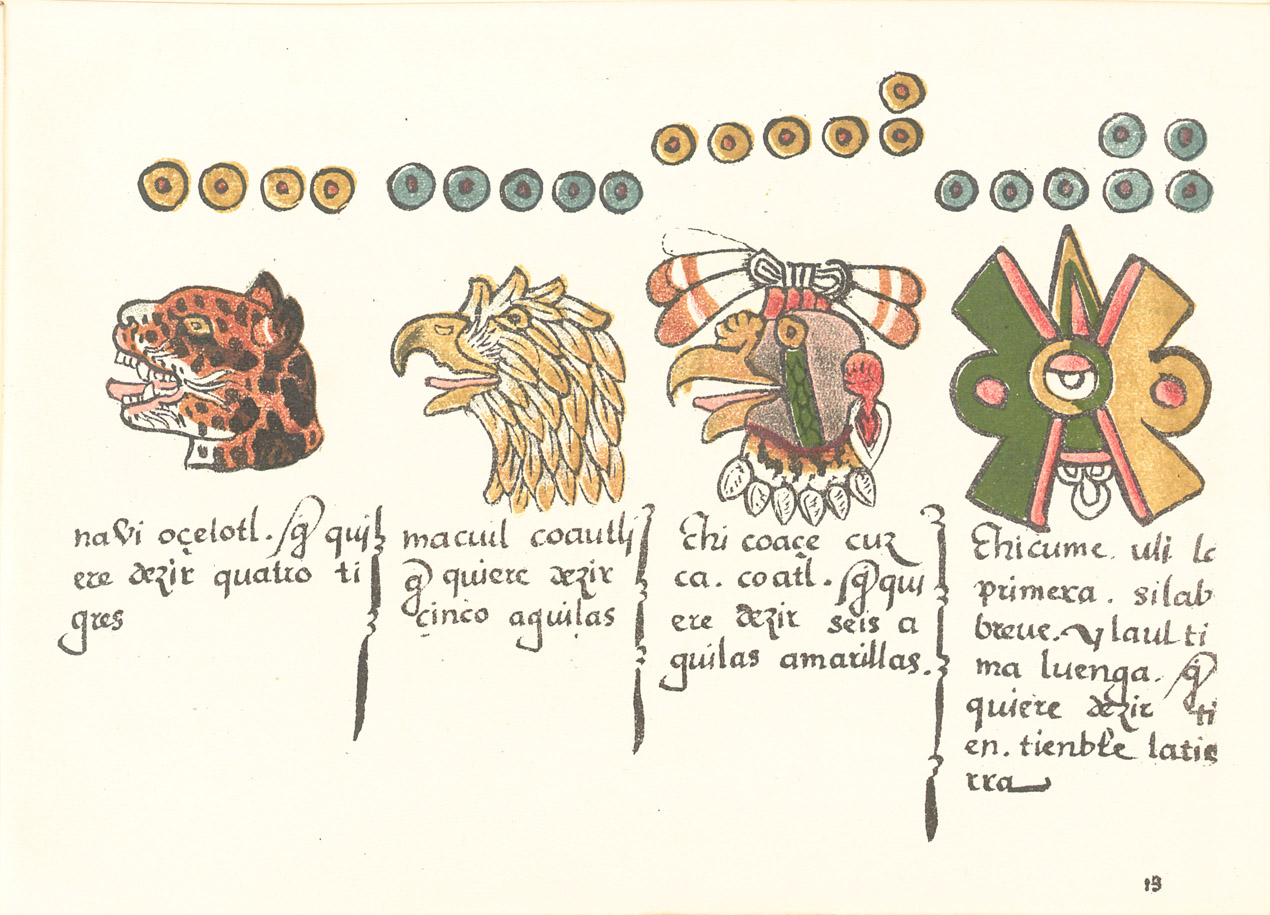
Recto du feuillet 13, indiquant (de gauche à droite) les symboles 4-Jaguar, 5-Aigle, 6-Vautour et 7-Tremblement de terre, leur nom en nahuatl et leur traduction en espagnol.

Le codex Magliabechiano est un codex aztèque datant du milieu du XVIe siècle, au moment de la conquête espagnole. Ce document iconographique de 92 pages, de nature religieuse et astronomique, dépeint les symboles religieux, les scènes rituelles et les coutumes pratiquées par les Aztèques.
Il s'agit d'un codex colonial car il a été écrit et dessiné sur un papier européen et comporte des inscriptions en espagnol commentant les scènes et les symboles représentés.